# Into the Dream: Discipline. Live
Into the Dream: Discipline. Live – album koncertowy amerykańskiej grupy neoprogresywnej Discipline, wydany nakładem Strung Out Records i Syzygy Records w 1999 roku.
Materiał zamieszczony na płycie został zarejestrowany w Orion Studios w Baltimore w stanie Maryland. W książeczce dodanej do płyty znalazło się krótkie opowiadanie autorstwa Matthew Parmentera, zatytułowane Eyeballs.

## Lista utworów
Opracowano na podstawie materiału źródłowego.
| Nr | Tytuł utworu             | Słowa             | Muzyka            | Długość |
| -- | ------------------------ | ----------------- | ----------------- | ------- |
| 1. | „Crutches”               | Matthew Parmenter | Matthew Parmenter | 12:46   |
| 2. | „The Nursery Year”       | Matthew Parmenter | Matthew Parmenter | 5:29    |
| 3. | „Canto IV (Limbo)”       | Matthew Parmenter | Matthew Parmenter | 13:47   |
| 4. | „Carmilla”               | Matthew Parmenter | Matthew Parmenter | 10:11   |
| 5. | „Systems”                | Matthew Parmenter | Matthew Parmenter | 8:04    |
| 6. | „Into the Dream”         | Matthew Parmenter | Matthew Parmenter | 22:04   |
| 7. | „Between Me and the End” | Matthew Parmenter | Matthew Parmenter | 5:38    |
|    |                          |                   |                   | 1:17:59 |

## Twórcy
Opracowano na podstawie materiału źródłowego.
Muzycy:
- Matthew Parmenter – śpiew, keyboardy
- Jon Preston Bouda – gitary
- Matthew Kennedy – gitara basowa
- Paul Dzendzel – perkusja

Produkcja:
- Mike Potter, Discipline – miksowanie
- Craig B. Hopwood – realizacja dźwięku
- Strung Out Records – okładka, szata graficzna